# I'm Ready
I'm Ready is een nummer van de Canadese zanger Bryan Adams uit 1983 van zijn derde album "Cuts Like a Knife". In 1998 nam Adams een akoestische versie op voor zijn livealbum MTV Unplugged. Deze versie verscheen ook op single.
Het nummer haalde de 11e positie in Adams' thuisland Canada. In de Nederlandse Top 40 was het goed voor een 26e positie. In Vlaanderen haalde het nummer de Ultratop 50 niet, het bleef steken op de 12e plek in de Tipparade.